# Togo en los Juegos Olímpicos de Pekín 2008
Togo estuvo representado en los Juegos Olímpicos de Pekín 2008 por cuatro deportistas, tres hombres y una mujer, que compitieron en cuatro deportes.
El portador de la bandera en la ceremonia de apertura fue el piragüista Benjamin Boukpeti.

## Medallistas
El equipo olímpico togolés obtuvo las siguientes medallas:
| Nombre            | Deporte               | Competición |
| ----------------- | --------------------- | ----------- |
| Oro               |                       |             |
| —                 |                       |             |
| Plata             |                       |             |
| —                 |                       |             |
| Bronce            |                       |             |
| Benjamin Boukpeti | Piragüismo en eslalon | K1 M        |